# Не беспокойся, дорогая
«Не беспоко́йся, дорога́я» (англ. Don’t Worry Darling) — американский психологический триллер 2022 года режиссёра Оливии Уайлд по сценарию Кэри и Шейна Вайн Дайков, переписанному Кэти Сильберман. Главные роли исполнили Флоренс Пью, Гарри Стайлз, Оливия Уайлд, Джемма Чан, Кики Лэйн и Крис Пайн. Сюжет повествует о домохозяйке идиллического города, которая начинает подозревать, что его основатель скрывает от жителей зловещую тайну.
После успеха дебютного фильма Уайлд «Образование», летом 2019 года стало известно о её следующем проекте, который заинтересовал множество студий и был приобретён компанией New Line Cinema. В апреле 2020 года в актёрский состав вошла Флоренс Пью, в сентябре — Гарри Стайлз, заменивший ранее утверждённого Шайю Лабафа. Съёмочный процесс проходил с октября 2020 по февраль 2021 года в Лос-Анджелесе. Фильм стал объектом повышенного внимания СМИ из-за его проблем в производстве, в том числе сообщениях о противоречивых обстоятельствах выхода Лабафа из проекта и предполагаемых конфликтах между Уайлд и Пью.
Премьера состоялась 5 сентября 2022 года во внеконкурсной программе 79-го Венецианского международного кинофестиваля. Фильм был выпущен в кинотеатральный прокат США 23 сентября 2022 года.

## Сюжет
Элис и Джек Чемберс — супружеская пара, живущая в идиллическом районе города Виктори в Калифорнии, оформленного в стиле 1950-х годов. Каждый день мужчины ходят на работу в штаб-квартиру секретного проекта «Виктори», расположенного в пустыне, в то время как их жёны (среди которых также Банни и Маргарет, подруги Элис) занимаются хозяйством по дому. Жёнам не рекомендуется интересоваться работой мужей и запрещено посещать штаб-квартиру.
Маргарет становится изгоем после инцидента со смертью её сына, с которым она ушла в пустыню. Маргарет утверждает, что штаб-квартира забрала его в качестве наказания, но жители подозревают её в паранойе. На вечеринке, устроенной основателем проекта Фрэнком, Элис видит, как муж Маргарет пытается дать ей лекарство после приступа гнева. Позже Джек и Элис идут в дом Фрэнка, где занимаются сексом в его спальне, в то время как тот втайне наблюдает за парой.
Однажды во время поездки на троллейбусе по городу Элис замечает авиакатастрофу самолёта в пустыне. Она отправляется на место крушения и находит здание штаб-квартиры с зеркальными окнами. Прикоснувшись к одному из них, она испытывает сюрреалистические галлюцинации, затем просыпается той же ночью дома. В последующие дни с Элис происходят всё более странные явления. Сначала ей звонит Маргарет, утверждающая, что видела те же галлюцинации. Затем Элис становится свидетелем того, как Маргарет перерезает себе горло и падает с крыши своего дома. Элис пытается помочь ей, однако девушку утаскивают мужчины в красных комбинезонах, работающие на Фрэнка. Элис рассказывает о случившемся Джеку, но он отвергает её домыслы и говорит, что Маргарет восстанавливается после бытового происшествия. Эту версию также подтверждает доктор Коллинз, врач города, который выписывает для Элис лекарства, от которых она и Джек отказываются. Затем Элис крадёт из портфеля Коллинза медицинскую карту Маргарет и обнаруживает, что она отредактирована.
Элис, мучимая галлюцинациями, становится всё более параноидальной. На торжественном вечере, где Фрэнк повышает Джека в должности, у Элис случается истерика. Она сообщает Банни, что ходила в штаб-квартиру, на что та ссорится с Элис и обвиняет её в эгоизме и намерении лишить средств к существованию в Виктори. Некоторое время спустя пара приглашает на ужин Фрэнка, его жену Шелли и соседей. Наедине Фрэнк намекает Элис, что она права в своих подозрениях. Шокированная его признанием, Элис пытается разоблачить Фрэнка за ужином, однако он газлайтит её, выставляя безумной в глазах гостей. После ужина Элис просит Джека, чтобы они уехали из города. Он притворно соглашается, затем Элис насильно уносят мужчины в красных комбинезонах. Доктор Коллинз назначает ей курс электрошоковой терапии. Во время процедуры она видит себя в другой реальности как хирурга по имени Элис Уоррен, которая живёт с безработным Джеком и едва сводит концы с концами.
Элис возвращается в Виктори и воссоединяется с Джеком и Банни, однако после появления очередных видений понимает, что они являются её настоящими воспоминаниями. Элис противостоит Джеку и окончательно узнаёт от него всю правду: Виктори оказался искусственным миром, созданным Фрэнком. В нём Джек и другие мужчины проживают свою версию идеальной жизни, в то время как принуждённые к нахождению в симуляции их жёны не осознают, что Виктори не существует. Мужья, ездящие ежедневно в штаб-квартиру, на самом деле выходят из симуляции ради реальной работы, чтобы оплатить пребывание там своих жён. Джек заявляет, что в реальной жизни Элис была несчастна, но она в ярости критикует его за нахождение в симуляции без её согласия и лишение свободы воли. Он обнимает её и пытается задушить, на что Элис разбивает о его голову стеклянный стакан, тем самым убивая Джека в обоих мирах.
Фрэнк узнаёт о смерти Джека и отправляет своих людей схватить Элис. Пришедшая Банни объясняет Элис, что всегда знала о симуляции города, но решила остаться ради своих детей, умерших в реальной жизни. Она призывает Элис бежать в штаб-квартиру, которая является выходным порталом из Виктори. Другие жёны также начинают понимать правду, когда их мужья впадают в панику. Элис на машине Джека едет к штаб-квартире, преследуемая людьми доктора Коллинза и Фрэнка, и убивает некоторых из них в спланированной аварии. Дома Шелли смертельно ранит Фрэнка, чтобы завладеть проектом в своих собственных целях. Элис добирается до штаб-квартиры, где ей приходит галлюцинация, в которой Джек просит её остаться. Она игнорирует видение и касается окна, прежде чем кто-либо из людей Фрэнка успевает поймать её. Элис просыпается в реальном мире, тяжело дыша.

## В ролях
| Актёр         | Роль             |
| ------------- | ---------------- |
| Флоренс Пью   | Элис Чемберс     |
| Гарри Стайлз  | Джек Чемберс     |
| Оливия Уайлд  | Банни            |
| Джемма Чан    | Шелли            |
| Крис Пайн     | Фрэнк            |
| Кики Лэйн     | Маргарет Уоткинс |
| Сидни Чендлер | Вайолет Джонсон  |
| Ник Кролл     | Дин              |
| Дуглас Смит   | Билл             |
| Кейт Берлант  | Пег              |
| Асиф Али      | Питер            |
| Тимоти Симонс | доктор Коллинз   |
| Ариэль Стачел | Тед Уоткинс      |
| Дита фон Тиз  | камео            |

## Производство

### Разработка идеи
В августе 2019 года была анонсирована вторая режиссёрская работа Оливии Уайлд, где она также намеревалась сыграть главную роль. Права на проект планировали выкупить сразу 18 студий, и в итоге его приобрела компания New Line Cinema. Оригинальный сценарий, попавший в чёрный список 2019 года, был написан братьями Кэри и Шейном Ван Дайками. Позже для переписывания сценария была нанята Кэти Сильберман.
По словам Уайлд, персонаж Фрэнк был вдохновлён психологом и писателем Джорданом Питерсоном, которого она описала как «псевдоинтеллектуального героя сообщества инцелов».

### Кастинг
В апреле 2020 года Флоренс Пью, Шайа Лабаф и Крис Пайн получили роли в фильме, в следующем месяце к ним присоединилась Дакота Джонсон. Первоначально Уайлд и Пью должны были сыграть роли Элис и Банни соответственно, однако в итоге они поменялись местами, поскольку режиссёр решила сделать главными персонажами молодую пару. В сентябре 2020 года Лабаф выбыл из проекта, и на его место был назначен Гарри Стайлз.
В октябре 2020 года в актёрский состав вошла Кики Лэйн, которая заменила ушедшую Джонсон из-за её занятости на съёмках «Незнакомой дочери». В этом же месяце было подтверждено участие в фильме Джеммы Чан, Сидни Чендлер, Ника Кролла, Дугласа Смита, Кейт Берлант, Асифа Али, Тимоти Симонса и Ариэля Стачела.

### Съёмки

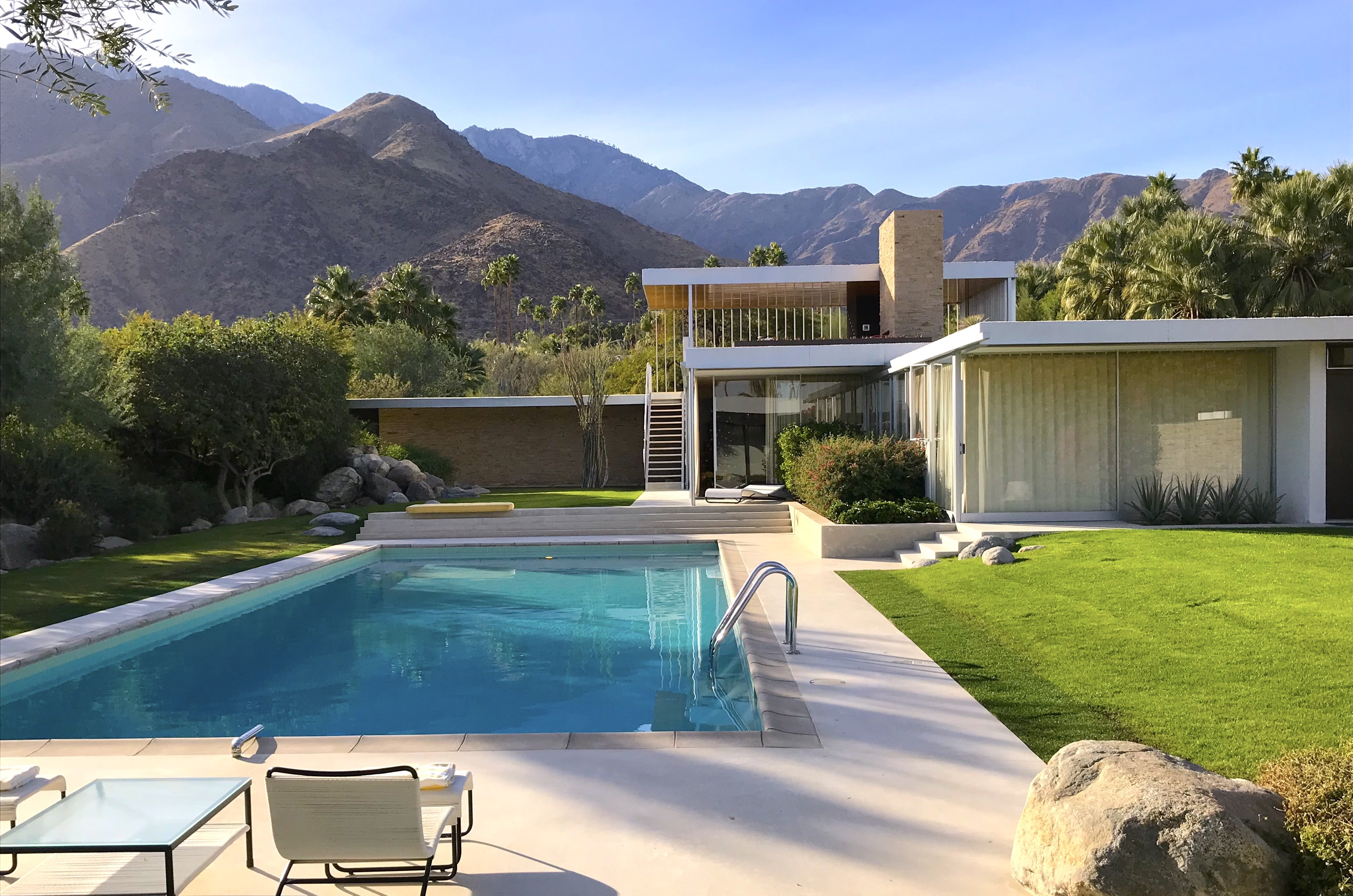
Дом Кауфмана в Палм-Спрингс

Основные съёмки начались 26 октября 2020 года в Лос-Анджелесе. 4 ноября производство было приостановлено на две недели после выявленного положительного теста на COVID-19 у одного из членов съёмочной группы; Пью, Стайлз и Пайн были помещены на карантин. Работа над фильмом была завершена 13 февраля 2021 года.
Вступительный эпизод был снят в доме Кауфмана в Палм-Спрингс. Для съёмок этой сцены Уайлд вдохновлялась архитектурой здания. В интервью Variety она рассказывала: «Было здорово находиться там. Съёмка первого кадра там казалась действительно знаменательным началом этого фильма, который был признанием в любви не только к кино, но и к архитектуре, дизайну, к этой эпохе». Другие эпизоды снимались в «Доме-вулкане» в Ньюберри-Спрингс, прежде принадлежавшем телеведущему Хьюэллу Хаузеру, и в клубе «Цикада» в центре Лос-Анджелеса.

### Музыка
Музыку к фильму написал Джон Пауэлл. По словам Уайлд, после просмотра монтажа Пауэлл счёл фильм «более романтичным, чем можно себе представить» и предлагал использование перкуссии, чтобы «почувствовать биение сердца». Британский редактор Classic FM Сиена Линтон сравнивала партитуру композитора с экспериментальной электронной музыкой середины и конца XX века, а её методы обработки — с работами Карлхайнца Штокхаузена, Пьера Шеффера и Элиан Радиг.
| №                   | Название                                | Длительность |
| ------------------- | --------------------------------------- | ------------ |
| 1.                  | «Beginners Ballet Class»                | 1:22         |
| 2.                  | «Breakfast of Champignons»              | 0:34         |
| 3.                  | «Welcome to the Party»                  | 4:04         |
| 4.                  | «In the Bedroom»                        | 0:38         |
| 5.                  | «Margaret’s Flashback»                  | 0:40         |
| 6.                  | «Keeping House»                         | 0:45         |
| 7.                  | «Trolley to HQ»                         | 4:47         |
| 8.                  | «Waking Up to an Ever-Decreasing World» | 1:51         |
| 9.                  | «Advanced Ballet Class»                 | 2:46         |
| 10.                 | «Long Relaxing Bath»                    | 1:05         |
| 11.                 | «A Doctor Visits»                       | 2:56         |
| 12.                 | «Whisky by the Hearth»                  | 1:10         |
| 13.                 | «In the Ladies with Bunny»              | 1:26         |
| 14.                 | «Whose World Is It?»                    | 1:50         |
| 15.                 | «Sorties & Delusions»                   | 4:43         |
| 16.                 | «Dinner Party Fallout»                  | 2:52         |
| 17.                 | «We Need to Go»                         | 2:15         |
| 18.                 | «Rabbit Hole»                           | 2:27         |
| 19.                 | «Everything Is Good Now»                | 1:01         |
| 20.                 | «Catechisms & Catheters»                | 3:18         |
| 21.                 | «All for You Alice»                     | 2:51         |
| 22.                 | «Bunny’s Wise Words»                    | 1:59         |
| 23.                 | «Victory Chase»                         | 8:18         |
| 24.                 | «End Credits (Don’t Worry Darling)»     | 1:45         |
| Общая длительность: | Общая длительность:                     | 57:23        |

## Релиз и маркетинг
В апреле 2022 года Уайлд в рамках продвижения проекта посетила выставку CinemaCon, где подтвердила, что её работа вдохновлена фильмами «Начало», «Матрица» и «Шоу Трумана». Там же был показан первый трейлер, опубликованный в сети в мае 2022 года.
В июне 2022 года был выпущен первый тизер-постер. В июле 2022 года вышел второй трейлер фильма. Дэвид Кристоферсон из MovieWeb назвал постер «тревожным», а Валери Эттенхофер из /Film описала трейлер как «полномасштабный фильм ужасов», отметив таинственность сюжета и подтекст «Степфордских жён». В августе 2022 года был опубликован официальный постер фильма, а в сентябре — отредактированная версия второго трейлера.
Мировая премьера фильма состоялась 5 сентября 2022 года на 79-м Венецианском международном кинофестивале. Картину показали и на кинофестивалях в Довиле и Сан-Себастьяне. В кинотеатрах США фильм вышел 23 сентября 2022 года.
25 октября 2022 года фильм был выпущен в формате видео по запросу. 7 ноября 2022 года он стал доступен на платформе HBO Max. Официальный релиз кинокартины на Blu-ray, DVD и 4K UHD состоялся 29 ноября 2022 года.

## Приём

### Кассовые сборы
По сообщениям Variety и Deadline Hollywood, созданный ажиотаж вокруг фильма мог способствовать высоким кассовым сборам в первые выходные. Фильму прогнозировался дебют в размере 17–20 млн долларов, по некоторым оценкам — до 25 млн долларов. В итоге кинокартина собрала 19,4 млн долларов, став лидером уик-энда. СМИ отметили, что предварительные показы состоялись заранее вечера четверга, объяснив это тем, что многочисленной аудиторией фильма стала фанатская база Гарри Стайлза. Во второй уик-энд сборы киноленты снизились на 64 %, составив 6,8 млн долларов. По итогам проката фильм собрал 87,6 млн долларов, из которых 45,3 млн — в Северной Америке, 42,3 млн — в других странах.

### Оценки
Фильм получил смешанные и отрицательные отзывы критиков, набрав 38 % на Rotten Tomatoes и 48 баллов из 100 на Metacritic. Аудитория, опрошенная сайтом CinemaScore, поставила фильму среднюю оценку B– по шкале от A+ до F, в то время как зрители PostTrak дали ему 67 % положительных отзывов и 53 % «определённой рекомендации».
Среди недостатков фильма рецензенты назвали режиссуру Уайлд и сценарий. Питер Брэдшоу из The Guardian раскритиковал киноленту за сюжетные дыры и серьёзную недоработку сценария, посетовав на «неубедительную» работу Уайлд и её «высокомерное заимствование идей из других фильмов». Кейт Эрбланд из IndieWire также заметила недостатки сценария и посчитала, что Уайлд и Сильберман не удалось компенсировать «третьим актом» предсказуемость сюжета, только уменьшив этим «реальные достоинства фильма». Томрис Лаффли из The A.V. Club, признав у Уайлд наличие режиссёрского таланта, тем не менее сожалела о «заметном отсутствии собственных новых идей» фильма. Бильге Эбири из Vulture в целом оставил смешанный отзыв, однако похвалил Уайлд за попытку внести в фильм «немного хаоса, которого ему так не хватало» путём включения в концовку поворота сюжета. Марлоу Стерн из The Daily Beast охарактеризовал сценарий Сильберман как «вопиюще очевидный» за недостаточно уделённое внимание конфликту между современным феминизмом и культурой инцелов; в то же время критик, как и Лаффли, счёл талантливой Уайлд как режиссёра, и выразил надежду на её «более качественные» будущие работы. Сам фильм Стерн оценил отрицательно, посчитав его «пустой подделкой под „Чёрное зеркало“», а именно эпизод «USS Каллистер». Джордан Питерсон, на основе которого был создан персонаж Фрэнк, осудил фильм и назвал его «последней частью пропаганды, распространяемой „проснувшимися“, самодовольными занудами и хулиганами, которые сейчас доминируют в Голливуде».
Большинство критиков положительно оценили игру Флоренс Пью и Криса Пайна, при этом отзывы об актёрском мастерстве Гарри Стайлза были в основном неоднозначными и отрицательными. Фил де Семлин из Time Out высказал мнение, что «Пью спасает этот стильный, но вялый хоррор-триллер от катастрофы». С ним был согласен Ричард Лоусон из Vanity Fair, описав Пью как «доминирующую и центральную актрису». Энтони Лейн из The New Yorker счёл Пайна «лучшим в фильме», однако отчитал Стайлза как «совершенно и беспомощно теряющегося» во время чтения диалогов. Джеффри Макнаб из The Independent также не оценил игру Стайлза, назвав её «скучной» и «маломощной». Стефани Захарек из Time похвалила Пью за «глубину» и «блеск» её героини, однако была противоположного мнения о «симпатичном, но никчёмном» Стайлзе, «действия которого улетучивались при переходе от одной сцены к другой». Скотт Мендельсон из Forbes отметил «хорошую» игру Пью и «льстивого злодея» в исполнении Пайна, а также стал одним из немногих рецензентов, защитивших Стайлза, и посчитал критические отзывы адресованными «скорее персонажу, чем самому актёру». Оуэн Глейберман из Variety писал, что Пью «удерживает ядро фильма», а Стайлз «играет со здоровским лукавством, что делает его прирождённым киноактёром», и сравнил его образ с молодым Фрэнком Синатрой.

## Споры и конфликты
В декабре 2020 года стало известно, что Лабаф был уволен из проекта из-за конфликтного поведения с актёрами и съёмочной командой. Сама Уайлд заявила следующее:

«Как человек, являющийся большим поклонником его творчества, действия [Лабафа] не соответствовали тому духу, которого я требую в своих работах. У него свой творческий процесс, который, кажется, требует боевой энергии, и я лично не считаю, что это способствует лучшему исполнению роли. Я думаю, что создание безопасной и доверительной среды — лучший способ заставить людей выполнять свою работу идеальным образом. В конце концов, моя ответственность перед постановкой и актёрским составом — защищать их. Это было моей задачей».
Оригинальный текст (англ.)"As someone who is such an admirer of his work, [LaBeouf's] process was not conducive to the ethos that I demand in my productions. He has a process that, in some ways, seems to require a combative energy, and I don't personally believe that is conducive to the best performances. I believe that creating a safe, trusting environment is the best way to get people to do their best work. Ultimately, my responsibility is to the production and to the cast to protect them. That was my job."
Однако в августе 2022 года Лабаф опроверг эти утверждения, заявив, что сам покинул фильм «из-за нехватки времени на репетиции», несмотря на просьбы Уайлд пересмотреть решение. В ответ Уайлд отвергла заявление Лабафа и вновь объяснила его увольнение непрофессиональным поведением.
СМИ также писали о якобы возникавших конфликтах между Уайлд и Пью, что приводило к напряжённой обстановке в коллективе во время производства и маркетинга фильма. Сообщалось, что по окончании съёмок у них произошла «словесная перепалка», а затем тогда ещё исполнительный директор Warner Тоби Эммерих курировал «длительный переговорный процесс» между студией, Уайлд и Пью об участии последней в рекламе фильма. Впоследствии Пью практически не продвигала киноленту в соцсетях и не присутствовала на премьерном показе в Нью-Йорке. В конце сентября 2022 года команда фильма выступила с заявлением, в котором назвала сообщения об инцидентах на съёмочной площадке «абсолютно не соответствующими действительности».

## Награды и номинации
| Награда                               | Год  | Категория                                                                             | Номинанты                   | Результат | Пр.    |
| ------------------------------------- | ---- | ------------------------------------------------------------------------------------- | --------------------------- | --------- | ------ |
| Премия Гильдии художников по костюмам | 2023 | Лучшие костюмы в историческом фильме                                                  | Арианна Филлипс             | Номинация | [ 73 ] |
| Ассоциация киножурналистов Индианы    | 2022 | Лучшая операторская работа                                                            | Мэттью Либатик              | Номинация | [ 74 ] |
| Премия Айвора Новелло                 | 2023 | Лучшая оригинальная музыка                                                            | Джон Пауэлл                 | Победа    | [ 75 ] |
| Лондонская ассоциация кинокритиков    | 2022 | Британская/ирландская актриса года                                                    | Флоренс Пью                 | Победа    | [ 77 ] |
| MTV Movie & TV Awards                 | 2023 | Лучшее исполнение в кино                                                              | Флоренс Пью                 | Номинация | [ 78 ] |
| MTV Movie & TV Awards                 | 2023 | Лучший злодей                                                                         | Гарри Стайлз                | Номинация | [ 78 ] |
| Киносообщество Северной Дакоты        | 2023 | Лучший дизайн костюмов                                                                | Арианна Филлипс             | Номинация | [ 79 ] |
| Ассоциация кинокритиков Оклахомы      | 2023 | Самый разочаровывающий фильм                                                          |                             | Победа    | [ 80 ] |
| People’s Choice Awards                | 2022 | Драматический фильм года                                                              |                             | Победа    | [ 81 ] |
| People’s Choice Awards                | 2022 | Драматическая кинозвезда года                                                         | Флоренс Пью                 | Номинация | [ 81 ] |
| People’s Choice Awards                | 2022 | Драматическая кинозвезда года                                                         | Гарри Стайлз                | Номинация | [ 81 ] |
| Общество кинокритиков Сан-Диего       | 2023 | Лучшая работа художника-постановщика                                                  | Кэти Байрон                 | Номинация | [ 82 ] |
| Общество кинокритиков Сан-Диего       | 2023 | Специальная премия за лучший объём работ                                              | Флоренс Пью                 | Номинация | [ 82 ] |
| Сатурн                                | 2024 | Лучший триллер                                                                        |                             | Номинация | [ 83 ] |
| Общество декораторов Америки          | 2023 | Лучшее достижение в области декора/дизайна в фэнтези или научно-фантастичесокм фильме | Рейчел Феррара, Кэти Байрон | Номинация | [ 84 ] |